# Partheïta
La partheïta és un mineral de la classe dels silicats, que pertany al grup de les zeolites. Rep el nom en honor d'Erwin Parthé (Viena, Àustria, 29 de març de 1928 - Ginebra, Suïssa, 28 d'agost de 2006), cristal·lògraf i professor de la Universitat de Ginebra, Suïssa.

## Característiques
La partheïta és un silicat de fórmula química Ca₂(Si₄Al₄)O₁₅(OH)₂·4H₂O. Va ser aprovada com a espècie vàlida per l'Associació Mineralògica Internacional l'any 1978, sent publicada per primera vegada el 1979. Cristal·litza en el sistema monoclínic. La seva duresa a l'escala de Mohs és 4.
Segons la classificació de Nickel-Strunz, la partheïta pertany a «09.GB - Tectosilicats amb H₂O zeolítica, amb cadenes de connexions senzilles de 4-enllaços» juntament amb els següents minerals: amonioleucita, analcima, hsianghualita, litosita, leucita, pol·lucita, wairakita, kirchhoffita, laumontita, yugawaralita, roggianita, goosecreekita i montesommaïta.

## Formació i jaciments
Va ser descoberta al mont Belenköysirti, situat a la localitat de Doganbaba, dins la província de Burdur (Turquia). També ha estat descrita a la muntanya Denezhkin Kamen, a Severouralsk (óblast de Sverdlovsk, Rússia). Aquests dos indrets són els únics de tot el planeta on ha estat descrita aquesta espècie mineral.